# Хинокио, Коки
Коки Хинокио (яп. 檜尾昂樹; род. 26 февраля 2001, Осака) — японский футболист, полузащитник мелецкой «Стали».

## Карьера

### «Стомиль»
Занимался футболом в старшей школе «Кумияма». В апреле 2019 года футболист перешёл в польский клуб «Стомиль». Перед новым сезоном летом 2019 года футболист присоединился к основной команде клуба. Дебютировал за клуб 21 августа 2019 года в матче против клуба «Сандецья», выйдя на замену на 74 минуте. Дебютный гол за клуб забил 2 июля 2020 года в матче против грудзёндзской «Олимпии». Вторую половину сезона футболист провёл как один из ключевых игроков, отличившись 2 забитыми голами.
Новый сезон футболист начал 22 августа 2020 года с матча Кубка Польши против клуба «Ястшембе». Первый матч в чемпионате сыграл 29 августа 2020 года против клуба «Тыхы», выйдя на поле в стартовом составе. Свой первый гол в сезоне забил 30 сентября 2020 года в матче против клуба «Сандецья». На протяжении всего сезона футболист был ключевым игроком клуба, за который успел отличился 5 забитыми голами и 3 результативными передачами.

### «Заглембе» Любин

#### Аренда в «Сталь» Мелец
В июле 2021 года футболист перешёл в люблинский клуб «Заглембе», с которым подписал трёхлетний контракт. Начинал сезон футболист в люблинском клубе за вторую команду, однако, так и не дебютировав за основной состав, на правах арендного соглашения в августе 2021 года отправился в мелецкую «Сталь». Дебютировал за клуб 27 августа 2021 года в матче против клуба «Гурник», выйдя на поле в стартовом составе. Первым результативным действием за клуб отличился 10 декабря 2021 года в матче против клуба «Брук-Бет Термалика», отдав голевую передачу. Дебютный гол за клуб забил 18 декабря 2021 года в матче против клуба «Пяст». В феврале 2022 года был отозван из аренды.

#### Возвращение в «Заглембе»
В феврале 2022 года вернувшись из аренды футболист присоединился к основной команде клуба. Дебютировал за клуб 18 февраля 2022 года в матче против плоцкой «Вислы», выйдя на поле в стартовом составе. Футболист быстро смог закрепиться в основной команде клуба, однако успел провести всего лишь 7 матчей, в которых результативными действиями не отличился, получив травму в матче 8 апреля 2022 года против мелецкой «Стали», выбыв до конца сезона.
Новый сезон футболист начал с матча за вторую команду клуба, сыграв 16 июля 2022 года матч против седльцеской «Погони». Первый матч за основную команду люблинского клуба сыграл 23 июля 2022 года против варшавской «Легии», выйдя на замену на 78 минуте. Первым результативным действием за клуб отличился 30 августа 2022 года в матче Кубка Польши против еловского клуба «Старт», отдав голевую передачу. На протяжении всей первой половины сезона футболист был преимущественно игроком замены, отличившись лишь своей единственной результатвиной передачей.

### «Сталь» Мелец
В феврале 2023 года футболист перешёл в мелецкую «Сталь», подписав с клубом контракт до конца июня 2025 года. Первый матч за клуб сыграл 10 февраля 2023 года против «Ракува», выйдя на поле в стартовом составе. В своём следующем матче 17 февраля 2023 года футболист отличился первым забитым голом против «Краковии». Футболист быстро закрепился в основной команде мелецкого клуба, став одним из ключевых игроков.
Новый сезон футболист начал с матча 22 июля 2023 года против «Краковии», выйдя на замену на 65 минуте. Первыми голами за клуб футболист отличился в матче 12 августа 2023 года против клуба «Шлёнск», оформив дубль.